# Масакр у пљеваљском, фочанском и чајничком крају фебруара 1943.
Након прикупљања снага Лимско-санџачких четничких одреда (Милешевског, Лимског, Дурмиторског и Дринског корпуса ЈВуО) под командом мајора Павла Ђуришића, од 5. до 8. фебруара изведена је концентрична операција уништења против муслиманских села у тадашњим срезовима (сада општинама) Пљевља, Фоча и Чајниче. У овој области налазиле су се само наоружане и неорганизоване муслиманске сеоске страже које нису пружиле значајан отпор. Сва села у захвату операције су уништена до темеља и опљачкана. Све становништво које није успело да се склони је убијено, без обзира на статус, пол и узраст. Према послератним пописима жртава, страдало је око 3.000 цивилних жртава - Муслимана и Муслиманки, док Ђуришићев извештај Михаиловићу од 13. фебруара 1943. наводи „до 8.000 осталих жртава: жена, стараца и деце".

## Војни чиниоци

### Општи војни чиниоци
Подручје западног Санџака и југоисточне Босне имало је посебан стратешки значај као база у залеђу јадранске обале са које се могу контролисати важне комуникације, и као копча која повезује Србију са осталим крајевима предвиђеним да према равногорском програму сачињавају „српску јединицу“, коју треба дефинисати оружаним путем. Држање ове области чврсто у својим рукама отварало је могућност маневрисања између Босне и Србије, што је било од великог значаја за вођење рата.
Ова стратешки важна област међутим била је великим делом насељена муслиманским становништвом, које је самим својим постојањем представљало сметњу овим плановима. Овај проблем споменуо је Михаиловић у једној од првих својих депеша у којој је влади у Лондону изложио свој план рада.
... „у српској јединици као нарочито тежак проблем узети питање муслимана и по могућности решити га у овој фази...
У сарадњи са Италијанима, Михаиловићеве снаге су током пролећа и почетком лета 1942. избациле партизане из ове области. Четници су се Италијанима наметнули као драгоцена антипартизанска снага чије се помоћи не могу лишити. Овај свој војни значај за Италијане они су користили за повремене акције запоседања делова територије и чишћења непожељног становништва упркос италијанским протестима. Карактеристичан случај били су заузимање Фоче у августу 1942. и масакр у Бјелопољском срезу јануара 1943.

### Оперативна ситуација у том периоду
Јануара 1943. требало је да почне извођење Михаиловићеве „велике операције“ у којој би, уз помоћ Италијана, његове снаге уништиле „црвену републику" партизана у западној Босни, што би био кључни корак ка њиховом потпуном уништењу. Међутим, на интервенцију Немаца, Италијанске војне власти обуставиле су пребацивање црногорских и санџачких четника на територију НДХ. Михаиловић је ипак инсистирао на покрету за Босну, па је наредио Ђуришићу да пребаци своје снаге пешке, не ослањајући се на италијански транспорт, и да се укључи у операције под непосредним руководством „Истакнутог одељења штаба врховне команде“ мајора Захарија Остојића. Такође му је наредио да уз пут ликвидира муслиманско присуство у овој витално важној области.
Командант Лимско-санџачких четничких одреда, мајор Павле Ђуришић је, према Михаиловићевом наређењу, наредио формирање јединица за операције у Босни.
Догађај који је посебно актуелизовао овај план, било је наоружавање Муслимана у децембру 1942. Неки њихови лидери постигли су споразум са Италијанима по коме би Италијани муслиманску милицију наоружали пушкама и прогласили их за формацију „Добровољачке антикомунистичке милиције“, на сличан начин како су се претходно споразумели четници са Италијанима. Овако наоружане муслиманске групе могле су с временом прерасти у војни проблем за ЈВуО. У свом наређењу за акцију, Михаиловић их спомиње као „усташко-муслиманске разбојничке банде, у виду италијанске милиције"

## Идеолошки чиниоци
Према широко прихваћеном и више пута експлицираном ставу у Равногорском покрету, Муслимани је требало да на неки начин нестану, с обзиром да су представљали објективну сметњу заокруживању етнички чисте „српске јединице". Још у раној фази свог рада, септембра 1941, Михаиловић је отворено изложио ову своју намеру југословенској влади у Лондону у једној од првих својих депеша у којој је изложио свој план рада.:
... омеђити »дефакто« српске земље и учинити да у њима остане само српски живаљ;"
...
"као нарочито тежак проблем узети питање муслимана и по могућности решити га у овој фази...
У својој инструкцији Ђуришићу и Лашићу од 20. децембра 1941, био је још одређенији:
Створити непосредне заједничке границе између Србије и Црне Горе, као и Србије и Словеначке чишћењем Санџака од Муслиманског живља и Босне од Муслиманског и Хрватског живља."
Ова операција чишћења требало је да се изведе још за време рата, ако то услови дозволе, или непосредно на самом крају рата, током хаотичне ситуације која је у том периоду владала. Разни аспекти и могућности су разматрани у ужем кругу руководилаца Равногорског покрета. Драгиша Васић је у писму из априла 1942, истицао кључни значај успостављања војне доминације у циљу етничког чишћења још током трајања рата:
... потребно запоседнути територију одмах, и пре него се ико прибере ишчистити од страног елемента, мислим да нам ово питање не мора задавати много бриге. Памтим врло добро стање у коме се Европа налазила после прошлог рата. Ратујуће државе биле су толико заузете својим бригама, да ни једна, такорећи, није могла водити рачуна шта друге у својим границама раде и предузимају. У првој години после прошлог рата могао се просто истребити један добар део свега нежељеног становништва, да нико ради тога и не окрене главу.
У складу са овим директивама, које су уједно представљале широко прихваћено схватање међу локалним лидерима, у повољним ситуацијама четничке групације вршиле су покоље у одређеним областима (Фоча августа 1942, долина Раме септембра 1942, бјелопољски срез јануара 1943).
Павле Ђуришић био је нарочито ревностан у извршавању директиве од 20. децембра 1941. Након јануарског покоља 1943. у бјелопољском срезу, поднео је Михаиловићу извештај у коме каже:
1) Потпуно су уништена следећа муслиманска села (Секције: Пљевље, Сјеница, Пећ и Колашин): 
...
Укупно 33 села.
1. Жртве: Муслимана бораца око 400 (стотине) Жена и деце око 1000.

## Извођење акције
Михаиловићево наређење о нападним одредима Ђуришић је на терену донекле ревидирао, у складу са расположивим снагама. Снаге су биле подељене у четири одреда, са по две нападне колоне у прва три.
- Првим одредом је командовао капетан Војислав Лукачевић (команданти колона били су поручници Вук Калајитовић и Александар Шошкић), - укупно 1.800 бораца
- другим мајор Андрија Весковић, (команданти колона капетан Милош Павићевић и поручник Јован Јеловац) - укупно 1.650 бораца
- трећим мајор Здравко Касаловић (команданти колона капетани Никола Бојовић и Иван Ружић) - укупно 1.050 бораца
- Четврти одред био је из састава Дринског корпуса (командант Бајо Никић) јачине 500 бораца
- Укупно у сва четири одреда: 5.000 бораца.[10]

Напад је почео према плану 5. фебруара ујутро. Будући да нападачи нису наишли на значајан или организован отпор, без ометања је вршено уништавање становништва, заплена покретне имовине и уништавање насеља. До 10. фебруара операција је окончана. О њеним резултатима Ђуришић је известио Михаиловића 13. фебруара:
Акција у Пљевљанском, Чајничком и Фочанском срезу противу муслимана извршена је.
Операције су изведене тачно по наређењу и издатој заповести.
Сва муслиманска села у три поменута среза су потпуно спаљена тако, да ниједан њихов дом није остао читав.
Сва имовина је уништена сем стоке, жита и сена...
За време операција се приступило потпуном уништавању муслиманског живља без обзира на пол и године старости.
Жртве.— Наше укупне жртве су биле 22 мртва од којих 2 несретним случајем и 32 рањена.

Код муслимана око 1200 бораца и до 8.000 осталих жртава: жена, стараца и деце.
За време ове акције Михаиловић се налазио у свом штабу у Горњем Липову код Колашина, неких 70-100 километара од места операција. Путем радио везе био је редовно обавештаван о току операције и пажљиво је пратио њено одвијање, а о њеном току обавештавао је своје потчињене команданте у зони будућих дејстава, мајора Остојића (шифра „чика Бранко") и мајора Баћовића (шифра „Иштван"). Петар Баћовић, који се у то време налазио са одредом на Динару где су га превезли Италијани, добијао је редовне депеше из Михаиловићевог штаба о току операција:
1. II: Павле кренуо у правцу Бранка и успут чисти све пред собом. Наша акција има замах чишћења целе Босне...
2. II: Преко Остојића упућене су снаге које морају сада преко Санџака. Оне успут чисте терен и иду ка Остојићу. Наравно чистећи Турке у Санџаку морају ићи илегално а не како смо предвиђали. Стићи ће на време за дефинитивно чишћење Босне од комуниста...

8. II: Што се тиче Турака Павле извештава да Турци скоро не дају никакав отпор. Теткићи моле и преклињу да се престане
До застоја у операцији чишћења „која има замах чишћења целе Босне“ дошло је из два разлога:
- 15/16. фебруара делови Друге пролетерске дивизије избили су код Дрежнице на Неретву и делом је прешли гонећи разбијене делове италијанске дивизије Мурђе (Murge), што је захтевало хитну интервенцију Италијана и четника. Тада су Италијани возовима пребацили црногорске четнике из Никшића у Мостар, ради заустављања НОВЈ.
- Људство Ђуришићевог одреда се великим делом разишло да би однело опљачкане ствари кућама. О томе је Михаиловић обавестио Баћовића:

18. II: Ја сам Павлу био наредио да после Чајнича одмах продужи ка Вама. Изгледа да су земљаци морали да однесу ствари кући, и да у томе лежи изговор за један кратак одмор кућама.
Након тог периода уследиле су драматичне војне операције (Битка на Неретви, Операција Шварц) током којих је разбијена четничка концентрација у овој области.

## Број жртава
Општински пописи жртава рата не потврђују овако високе губитке међу становништвом колике у свом извештају наводи Ђуришић. У пљеваљској општини (срезу) пописано је 1380 жртава овог покоља. За фочанску општину (срез) пописано укупно 3525 цивилних жртава међу Муслиманима убијених од стране четника и 57 страдалих од неустановљених починилаца, а већина од овог броја страдала је у другим покољима За општину Чајниче установљено је 598 муслиманских жртава, такође већином у другим покољима Треба имати на уму и неизбежну некомплетност ових пописа.
Карактеристично је да су међу жртвама заступљене све старосне и обе полне групе, са изразито великим процентуалним учешћем деце најмлађег узраста (на пример, у пљеваљском срезу 581 дете до 10 година старости од укупно 1380 жртава, односно 42%).
У Михаиловићевом и Ђуришићевом наређењу за акцију као повод су наведени злочини према српском становништву. Ових злочина је у тим крајевима било, али њихова бројност није самерљива са одмаздом. На пример, у пљеваљској општини, на територији месне заједнице Буковица, било је током рата 11 цивилних жртава православне вере и 563 жртве исламске вере, на територији месне заједнице Бољанићи 33/389, а на територији месне заједнице Мељак, где је православно и муслиманско становништво било подједнако бројно, било је 12 православних цивилних жртава и 486 муслиманских.
Оба наређења, како Михаиловићево, тако и Ђуришићево, налажу законит поступак према цивилима. У Михаиловићевој заповести од 3. јануара 1943. стоји:
У току извођења акције команданти ће предузети најстроже мере да се свака пљачка забрани, убијање невиних људи, жена и деце спречи и заведе највећи ред и дисциплина код својих јединица
У Ђуришићевој заповести од 29. јануара се о поступку каже следеће:
Поступак; Италијане не нападати. Све борце Муслимане, усташе и комунисте убијати. Жене и децу не убијати.
Заплењено оружје евакуисати: И одред у с. Бучје, I одред на Мељак, II и III одред на Челебић. Буковицу спалити. Остала села не палити у колико то тактички обзири не налажу.
Међутим, насупрот томе, Ђуришић у извештају Михаиловићу од 13. фебруара наводи да је све изведено по плану:
Операције су изведене тачно по наређењу и издатој заповести... Сва муслиманска села у три поменута среза су потпуно спаљена тако, да ниједан њихов дом није остао читав... Наше укупне жртве су биле 22 мртва од којих 2 несретним случајем и 32 рањена. Код муслимана око 1200 бораца и до 8.000 осталих жртава: жена, стараца и деце... Морал: код наших јединица био је у сваком погледу изврстан и на веома високом ступњу. Херојски подухвати сваког појединца и читавих јединица...
Михаиловић је 1944. Ђуришића унапредио у чин потпуковника.‍:11–76

## Сумња у веродостојност Ђуришићевог извештаја
Милослав Самарџић, прочетнички истраживач Другог светског рата и уредник часописа 'Погледи' из Крагујевца, тврди да је Ђуришићев извештај фалсификат. У својој књизи 'Фалсификати комунистичке историје', наводи између осталог следеће:
Извештај од 13. фебруара је фалсификат, што се такође види и по стилу и по садржају. Прво, док је Ђуришић користио црногорске локализме, попут “на страну муслимана“, уместо “на страни муслимана“, или “из раније“, уместо “од раније“, у овом тексту има доста кроатизама: “Да би се спречио сваки повраћај“, “на веома високом ступњу“, “доказали видног изражаја“, “од опасности услеђења нашега напада“... Ово говори да је фалсификатор био хрватске националности. Друго, у Ђуришићевим текстовима никада нема толико кратких пасуса, односно нових редова, и уопште његове реченице су дуже. Треће, Ђуришић не би написао “7. овог месеца“, јер се тада по правопису иза редног броја није писала тачка. У четничким документима обично стоји “7-ог о м“, “7 фебруара“, “7 – II“, и сл. Међутим, тачку иза редних бројева видимо у документима “Независне Државе Хрватске“, што указује да је фалсификатор током рата припадао њеним формацијама. Четврто, тога дана, 13. фебруара 1943. године, Ђуришић се налазио код Драже, у његовом штабу у село Горње Липово код Колашина, а не “на положају“, како је овде наведено. Не само што није писао извештаје о убиствима муслимана, већ је Дража мајору Захарију Остојићу 13. фебруара пренео следећу његову поруку: “Павле наређује својима да муслимане тамо не дирају“. Пето, линија командовања није била таква да је Ђуришић наређивао Лукачевићу. Лукачевићу је наређивао Остојић, а наредио му је да хита према Неретви, што је он и учинио. Остојић је известио Дражу 16. фебруара да је Лукачевић стигао до његовог штаба, који се налазио у Калиновику.
Шесто, Ђуришић не би погрешно навео Лукачевићево име, јер је знао да се он зове Војислав, а не Војин. Лукачевићев чин и име никада није наводио овако формално, већ би написао само “Воја“. Седмо, Ђуришић није користио термине “командант зоне“ и “ослобођена територија“, који су иначе уобичајени код комуниста. Такође, рекао би “јуначки“, а не “херојски“; управо су комунисти јунаке заменили херојима, што због опонашања сличне руске речи (герој), што због избегавања термина из српске војничке традиције (јунак, јунаци). Осмо, наређења и заповести на која се овај извештај позива, а на која се упућује у фусноти, нису гласила да се приступи “потпуном уништавању муслиманског живља без обзира на пол и године старости“, већ је, као што смо видели, Ђуришић нагласио: “Жене и децу не убијати“.
Девето, у списковима жртава у Пљеваљском, Чајничком и Фочанском срезу, и поред њихових увећавања, за цели рат наведено је знатно мање од 8.000 цивила. Десето, ово је извештај власти НДХ из Чајнича, од 28. јуна 1943: Концем сијечња (јануара – прим. аут) ове године ликвидирана је муслиманска милиција и муслиманско становништво у овом котару. Наиме тада су упали у Чајнички котар јачи одреди четника из Црне Горе под заповједништвом Павла Ђуришића, који су бројали око 5.000 људи, а који су разбили милицију и извршили покољ над муслиманским становништвом не само у овом, него и у прибојском, пљеваљском и бијелопољском котару. Овом приликом страдало је приближно око 1.500 муслиманског становништва, већином жена и дјеце. Једанаесто, поређењем потписа на фалсификованом извештају, са оригиналним Ђуришићевим потписима, јасно се уочавају разлике практично у сваком слову.

## Реакције
Масакр се спомиње у извештајима немачке команде југоистока врховној команди Вермахта. У извештају од 1. априла 1943. команда југоистока констатује да је „убилачко-паљевинска кампања (Mordbrennereien) ДМ-четника против муслимана у долини Дрине подржана од Италијана“. У истом извештају се на страни 36 напомиње како би толерисање ове праксе прогона муслимана (Vertrauen der Muselmanen) могло довести до губљења поверења муслимана у Вермахт и до компликација са Турском.
Након капитулације Италије, Немци су успоставили нову политику изасланика Нојбахера, која је предвиђала заједничку борбу свих антикомунистичких снага под немачким окриљем. Проводећи је, Немци су формирали у Санџаку муслиманску легију Кремплер, а са снагама ЈВуО су потписали уговор 19. новембра 1943. Да би спречили расипање снага у међусобним сукобима, Немци су овим уговором изричито забранили покоље муслиманског становништва.
... 7) Обавеза мајора Лукачевића да не предузима ништа против Муслимана, уз обавезу са немачке стране да спречава муслиманске поступке против српског становништва и Лукачевићевих равнања. У случају сукоба уследиће заједничка истрага и поравнање.